# エマリン・エストラーダ

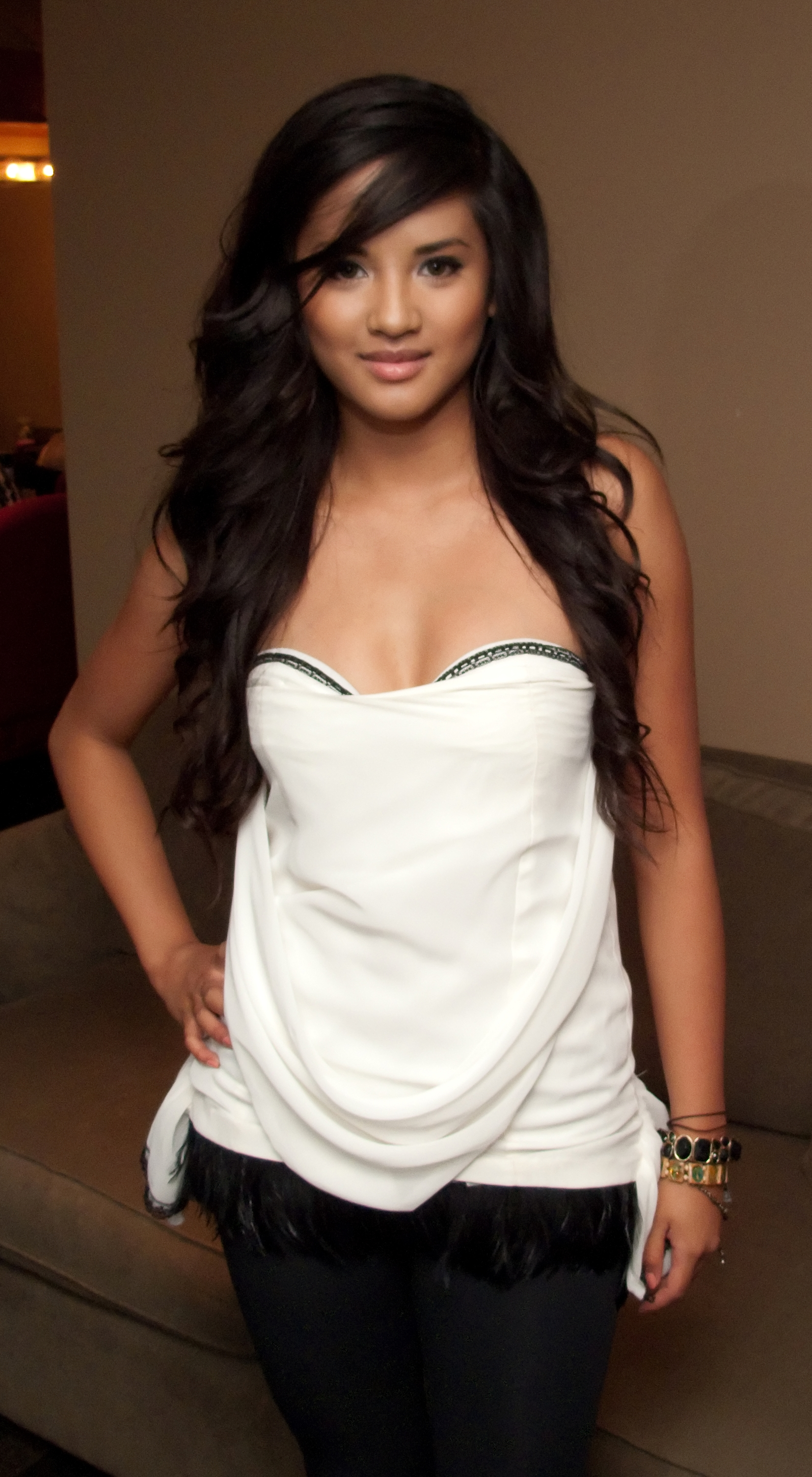
2009年

エマリン・エストラーダ（Emmalyn Estrada、1992年4月5日 - ）は、カナダの歌手。姉は歌手で女優のエリーゼ・エストラーダ。